# Gao Lijuan
Gao Lijuan (1 de juliol de 1981) és una esportista xinesa que va competir en judo, guanyadora d'una medalla als Jocs Asiàtics de 1998, i dues medalles al Campionat Asiàtic de Judo els anys 2000 i 2003.

## Palmarès internacional
| Jocs Asiàtics     | Jocs Asiàtics         | Jocs Asiàtics | Jocs Asiàtics |
| Any               | Lloc                  | Medalla       | Categoria     |
| ----------------- | --------------------- | ------------- | ------------- |
| 1998              | Bangkok ( Tailàndia)  | 3             | –48 kg        |
| Campionat Asiàtic |                       |               |               |
| Any               | Lloc                  | Medalla       | Categoria     |
| 2000              | Osaka ( Japó)         | 2             | –48 kg        |
| 2003              | Jeju ( Corea del Sud) | 3             | –48 kg        |